# Großbodungen
Großbodungen is een plaats en voormalige gemeente in het Landkreis Eichsfeld in de Duitse deelstaat Thüringen. Sinds 2010 maakt deel de plaats deel uit van de landgemeente Am Ohmberg.